# Эриксон, Верна
Верна Эриксон (фин. Verna Erikson; 1893 — 1918) — финская контрабандистка, активная участница Гражданской войны в Финляндии на стороне белофиннов. Икона «Белой» Финляндии .
Студентка Хельсинкского технологического университета. Прославилась тем, что с весны 1918 года успешно занималась контрабандой оружия и амуниции для белофиннов.
Портрет Верны Эриксон был опубликован на обложке еженедельного журнала Suomen Kuvalehti 15 июня 1918 года. Подпись к фотографии: "Одна из лучших защитниц Шюцкора Хельсинки. Студентка Хельсинкского технологического университета, несущая на себе три бандольера, вмещающих около 1350 патронов и большой пистолет.
Одной первых в 1918 году была награждена Орденом Креста Свободы.
В. Эриксон умерла от рака в 1918 году.
Похоронена на кладбище Хиетаниеми в Хельсинки.